# Godspeed You! Black Emperor
Godspeed You! Black Emperor (afgekort Godspeed, of GYBE, voorheen Godspeed You Black Emperor!) is een Canadese post-rockband.

## Biografie
Godspeed You Black Emperor! (toen nog met het uitroepteken aan het eind) werd opgericht in 1994, door gitaristen Efrim Menuck en Mike Moya, en bassist Mauro Pezzente; in eerste instantie bestond "Godspeed" dus uit drie bandleden.
In de eerste jaren vonden er veel wisselingen van bezetting plaats en op een gegeven moment bestond de band uit vijftien leden. Rond 1998 werd een wat stabielere bezetting gevormd bestaande uit negen bandleden. In 2003 ging de band tijdelijk uit elkaar, maar in 2010 kwamen acht bandleden weer bij elkaar om te toeren en een nieuw album op te nemen.
De belangrijkste muziekinstrumenten die Godspeed gebruikt, zijn gitaren en basgitaren, snaarinstrumenten (onder andere viool en cello), en percussie. Daarnaast wordt af en toe gebruikgemaakt van onder andere de tuba en xylofoon. Godspeed gebruikt nauwelijks zang in hun composities, wel wordt gebruikgemaakt van samples met gesproken tekst. In de bezetting sinds 2010 bestaat de band uit twee drummers, twee bassisten, drie gitaristen en een violist.
Tijdens liveoptredens wordt de muziek aangevuld met filmbeelden. Over het algemeen zijn dit 8mm-films in zwart-wit die steeds stukken uit dezelfde scène herhalen.
Godspeed houdt zich graag afzijdig van alles wat als mainstream aangeduid zou kunnen worden en geeft zo min mogelijk interviews af. De bandleden zijn van mening dat de muziek vele malen belangrijker is dan de bandleden. In interviews mogen daarom geen persoonlijke vragen gesteld worden en het vermelden van achternamen van bandleden wordt grotendeels vermeden. Over het persoonlijke leven van de bandleden is weinig bekend. Degene die nog het meest contact heeft met de pers is Efrim Menuck. Hij wordt daarom wel - tegen wil en dank - als de frontman van de band gezien.
In 2002 zou de band een concert geven in de 013-concertzaal in Tilburg. De band werd echter door een medewerker van de Effenaar (Eindhoven) aangesproken op een principeafspraak gemaakt met Efrim na het Silver Mt Zion concert van 25 januari 2001. Hierop annuleerde Godspeed het concert in Tilburg en speelde men in Eindhoven. Dit had een kleine ruzie tussen de twee zalen tot gevolg. De Tilburgse concertzaal bracht daarbij naar buiten dat de band door een medewerker van de Effenaar (Eindhoven) getipt zou zijn dat deze zaal gesponsord werd door de multinational PepsiCo.
In januari 2011 trad de band op in Nederland en België, tijdens hun comebacktournee. Na tien jaar van stilte rondom de band kondigde het label geheel onverwacht een compleet nieuw album aan, genaamd 'Allelujah! Don't Bend! Ascend!. Het nieuwe album werd op 2 oktober aangekondigd en kwam op 15 oktober 2012 uit in Europa en op 16 oktober in de rest van de wereld. Lp-versies van het album waren al te koop na afloop van liveconcerten in 2012. In 2015 is opnieuw een album verschenen, getiteld Asunder, Sweet and Other Distress.

## Bandnaam
De bandnaam Godspeed You! Black Emperor verwijst naar Goddo supiido yuu! Burakku emparaa (1976), de eerste film van de Japanse regisseur Mitsuo Yanagimachi, een zwart-witfilm over een motorbende. Tot 2002 werd de bandnaam geschreven als Godspeed You Black Emperor! met het uitroepteken aan het einde.

## Bandleden
Huidige bandleden
- Efrim Menuck – gitaar, tape-loops, keyboard (1994-2003, 2010-heden)
- Mauro Pezzente – basgitaar (1994-2003, 2010-heden)
- Mike Moya – gitaar (1994-1998, 2010-heden)
- Thierry Amar – contrabas, basgitaar (1997-2003, 2010-heden)
- David Bryant – gitaar, tape-loops (1997-2003, 2010-heden)
- Aidan Girt – drums, percussie (1997-2003, 2010-heden)
- Sophie Trudeau – viool (1997-2003, 2010-heden)
- Karl Lemieux – filmprojecties (2010-heden)
- Timothy Herzog – drums, percussie (2012-heden)
- Philippe Leonard – filmprojecties (2015-heden)

Voormalige bandleden
- John Littlefair – filmprojecties (1994-2000)
- Thea Pratt – hoorn (1995-1997)
- Bruce Cawdron – drums, percussie (1997-2003, 2010-2012)
- Norsola Johnson – cello (1997-2003)
- Roger Tellier-Craig – gitaar (1998-2003)
- Grayson Walker – accordeon (1997)
- James Chau – keyboard, klavecimbel, gitaar (2000)
- Peter Harry Hill – doedelzak (2000)
- Fluffy Erskine – filmprojecties (2000-2003)

Tijdlijn

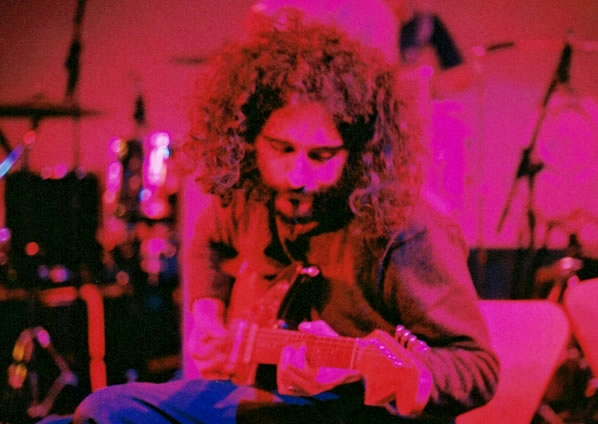
Efrim Menuck (gitaar)
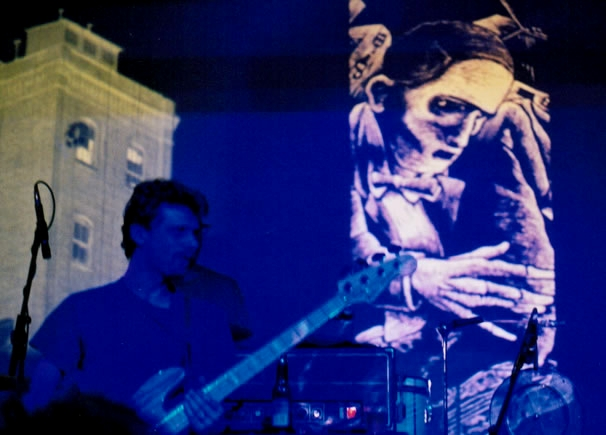
Mauro Pezzente (basgitaar)
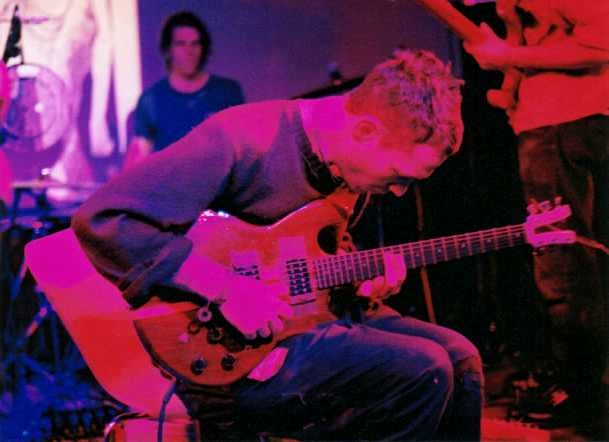
David Bryant (gitaar)
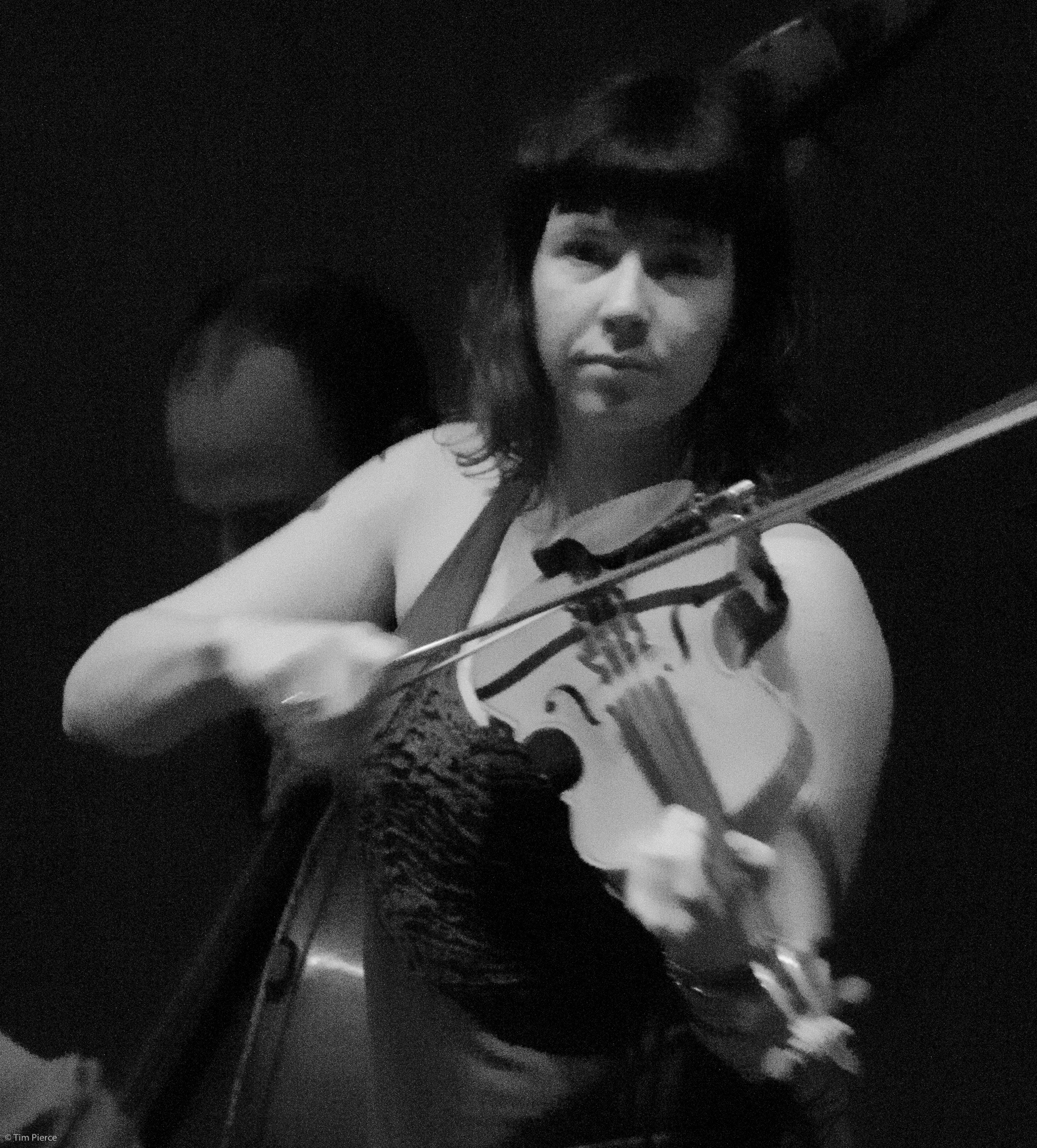
Sophie Trudeau (viool)

## Discografie
- All Lights Fucked on the Hairy Amp Drooling (zelf-opgenomen muziekcassette, 33 exemplaren) (1994)
- F♯ A♯ ∞ (in eerste instantie in een oplage van 550 op lp, in 1998 op cd) (1997)
- Slow Riot for New Zerø Kanada (ep) (1999)
- Lift Your Skinny Fists Like Antennas to Heaven (ook bekend als Levez vos skinny fists comme antennas to heaven!) (2000)
- Yanqui U.X.O. (2002)
- 'Allelujah! Don't Bend! Ascend! (bekroond met de Polaris Music Prize) (2012)
- Asunder, Sweet and Other Distress (2015)
- Luciferian Towers (2017)
- G_d's Pee AT STATE'S END! (2021)
- No Title as of 13 February 2024 28,340 Dead (2024)